# العلاقات الدومينيكانية الهايتية
العلاقات الدومينيكانية الهايتية هي العلاقات الثنائية التي تجمع بين جمهورية الدومينيكان وهايتي.

## مقارنة بين البلدين
هذه مقارنة عامة ومرجعية للدولتين:
| وجه المقارنة                                              | جمهورية الدومينيكان | هايتي                                |
| --------------------------------------------------------- | ------------------- | ------------------------------------ |
| المساحة (كم2)                                             | 48.67 ألف           | 27.75 ألف                            |
| عدد السكان (نسمة)                                         | 10.40 مليون         | 10.98 مليون                          |
| الكثافة السكانية (ن./كم²)                                 | 213.68              | 395.68                               |
| العاصمة                                                   | سانتو دومينغو       | بورت أو برانس                        |
| اللغة الرسمية                                             | اللغة الإسبانية     | لغة فرنسية، اللغة الكريولية الهايتية |
| العملة                                                    | بيزو دومنيكاني      | جوردة هايتية                         |
| الناتج المحلي الإجمالي (بليون دولار)                      | 75.93 مليار         | 8.41 مليار                           |
| الناتج المحلي الإجمالي (تعادل القوة الشرائية) بليون دولار | 149.89 مليار        | 18.82 مليار                          |
| الناتج المحلي الإجمالي الاسمي للفرد دولار أمريكي          | 6.47 ألف            | 818                                  |
| الناتج المحلي الإجمالي للفرد دولار أمريكي                 | 13.26 ألف           | 1.73 ألف                             |
| مؤشر التنمية البشرية                                      | 0.715               | 0.483                                |
| رمز المكالمات الدولي                                      | +1809، +1829، +1849 | +509                                 |
| رمز الإنترنت                                              | .do                 | .ht                                  |
| المنطقة الزمنية                                           | 00                  | 00                                   |

## منظمات دولية مشتركة
يشترك البلدان في عضوية مجموعة من المنظمات الدولية، منها:
| علم المنظمة | اسم المنظمة                                                          | تاريخ انضمام جمهورية الدومينيكان | تاريخ انضمام هايتي |
| ----------- | -------------------------------------------------------------------- | -------------------------------- | ------------------ |
|             | تحالف الدول الجزرية الصغيرة                                          |                                  |                    |
|             | وكالة حظر الأسلحة النووية في أمريكا اللاتينية ومنطقة البحر الكاريبي ‏ |                                  |                    |
|             | الاتحاد البريدي العالمي                                              | [ 14 ]                           | [ 14 ]             |
|             | يونسكو                                                               | 4 نوفمبر 1946                    | 18 نوفمبر 1946     |
|             | البنك الدولي للإنشاء والتعمير                                        | 18 سبتمبر 1961                   | 8 سبتمبر 1953      |
|             | منظمة التجارة العالمية                                               |                                  |                    |
|             | وكالة ضمان الاستثمار متعدد الأطراف                                   | 7 مارس 1997                      | 11 ديسمبر 1996     |
|             | منظمة الشرطة الجنائية الدولية                                        | [ 16 ]                           | [ 16 ]             |
|             | مؤسسة التمويل الدولية                                                | 31 أكتوبر 1961                   | 20 يوليو 1956      |
|             | الأمم المتحدة                                                        | 24 أكتوبر 1945                   | 24 أكتوبر 1945     |
|             | مجموعة دول أفريقيا والكاريبي والمحيط الهادئ                          |                                  |                    |
|             | مؤسسة التنمية الدولية                                                | 16 نوفمبر 1962                   | 13 يونيو 1961      |
|             | منظمة حظر الأسلحة الكيميائية                                         | [ 17 ]                           | [ 17 ]             |

## أعلام
هذه قائمة لبعض الشخصيات التي تربطها علاقات بالبلدين:
- ألبرتو لويس (لاعب كرة قاعدة دومينيكي، 6 مايو 1956 – 12 مارس 2019)
- ألفونسو سوريانو (لاعب كرة قاعدة من جمهورية الدومينيكان، 7 يناير 1976 – )
- توني فرنانديز (لاعب كرة قاعدة من جمهورية الدومينيكان، 30 يونيو 1962 – )
- تيودور كاسيريو (رسام فرنسي، 20 سبتمبر 1819[18][19][20] – 8 أكتوبر 1856[18][19][20])
- خوسيه فرنسيسكو بينيا غوميز (محامي من جمهورية الدومينيكان، 6 مارس 1937 – 10 مايو 1998)
- دومينغو خيرمان (4 أغسطس 1992 – )
- رافائيل تروخيو (24 أكتوبر 1891[21][22][23] – 30 مايو 1961[21][22][23])
- ستينيو فنسنت (سياسي هايتي، 22 فبراير 1874[24][25] – 3 سبتمبر 1959[24][25])
- فرناندو غيريرو (ملاكم من الولايات المتحدة الأمريكية، 12 أكتوبر 1986 – )
- ماكس بويغ (عقد 1940 – )
- هيكتور تروخيو (سياسي من جمهورية الدومينيكان، 6 أبريل 1908 – 19 أكتوبر 2002)

## وصلات خارجية
- موقع وزارة الخارجية الهايتية